# 아메리카다묵장어
아메리카다묵장어(학명: Lethenteron appendix)는 다묵장어속에 속하는 북아메리카 대륙에 서식하는 비기생성 칠성장어류이다. 다른 칠성장어류들과 달리 입의 발달은 대단치 않으며 숙주를 흡혈하기에 적합하지 않다.